# Saint-Marcouf, Calvados

Saint-Marcouf este o comună în departamentul Calvados, Franța. În 1 ianuarie 2022 avea o populație de 86 de locuitori.